# Marcel Lanneer
Marcel Lanneer (Tollembeek, 29 november 1926 – Halle, 25 mei 2013) was stichter en directeur van de Katholieke Industriële Hogeschool Antwerpen.

## Levensloop
Hij trad in bij de congregatie van de Salesianen van Don Bosco en sprak zijn eerste geloften uit in 1945 en zijn eeuwige geloften in 1951. In 1955 werd hij tot priester gewijd.
Hij promoveerde tot burgerlijk ingenieur.
Hij stichtte omstreeks 1960 in Hoboken aan de Salesianenlaan, de Katholieke Industriële Hogeschool Antwerpen (KIHA) en was er bijna dertig jaar de directeur van.
De hogeschool maakt nu deel uit van de Karel de Grote Hogeschool. 
In de gebouwen bevindt zich de aula genoemd naar Marcel Lanneer.
Na zijn pensionering werd hij overste van de Salesianengemeenschap in Kortrijk en bracht zijn laatste jaren door in Halle.